# 短毛唇柱苣苔
短毛唇柱苣苔（学名：Chirita brachytricha）为苦苣苔科唇柱苣苔属下的一个种。

## 扩展阅读
- 維基物種上的相關：短毛唇柱苣苔